# Kārķi (pagasts)
Kārķi (łot. Kārķu pagasts) − jedna z jednostek administracyjnych novadsu Valka na Łotwie. Jej siedziba mieści się we wsi Kārķi.

## Geografia
Kārķi leży na nizinie Tālavas. Najwyższy punkt wynosi 100,9 m.
Rzeki: Seda, Acupīte. Rzeki te dzielą się na mniejsze odnogi.
Jeziora: Bezdibenis, Cepšu, Pelēdas, Trūdis.

## Historia
Parafia była częścią wsi Valka w 1954 po zlikwidowaniu sielsowietu Seda, a w 1979 należała do parafii Ērģeme.